# Río Sonella
El río Sonella, también llamado Veo, Sec y Anna, es un río costero del este de la península ibérica que discurre por la provincia de Castellón (España), entre el río Mijares al norte, y el río Palancia al sur.

## Descripción
En la práctica, todos los ríos son una sola unidad hidrográfica con distintas denominaciones. Son ríos de pequeña longitud con largos estiajes y fuertes avenidas, características que pueden asignarse también a las pequeñas ramblas que existen en las cuencas inmediatas de estos ríos y que vierten directamente al mar.
El río Sonella y el río Belcaire drenan entre ambos la totalidad del extremo oriental de la Sierra de Espadán, adentrándose la acción del río Sonella hasta el pico de la Rápita entre Villamalur y Alcudia de Veo.
A su paso por el término municipal de Alcudia de Veo, la Confederación Hidrográfica del Júcar, a petición de la Comunidad de Regantes de Onda, construyó en 1953 el Embalse de Benitandús, que abastece de agua a los cultivos de Onda. Un canal de varios kilómetros une el pantano con el sistema de acequias de dicho término municipal.

### Río Veo
El río Veo se forma en la vertiente norte de la Sierra de Espadán por la unión de varios barrancos, principalmente el de Xinquer. Aguas abajo de Alcudia de Veo el río es conocido con este nombre al pasar por los pueblos de Veo y Benitandús. Una vez en el término de Tales confluye con el barranco de Castro procedente de Sueras de cuya unión se formará el río Sonella.

### Río Sonella
El Sonella es una corriente de agua intermitente y estacional que se forma por la unión del río Veo y el barranco de Castro, en el municipio de Tales. Va en dirección este y pasa al término de Onda, dónde cruza por el sur de la población.

### Río Sec

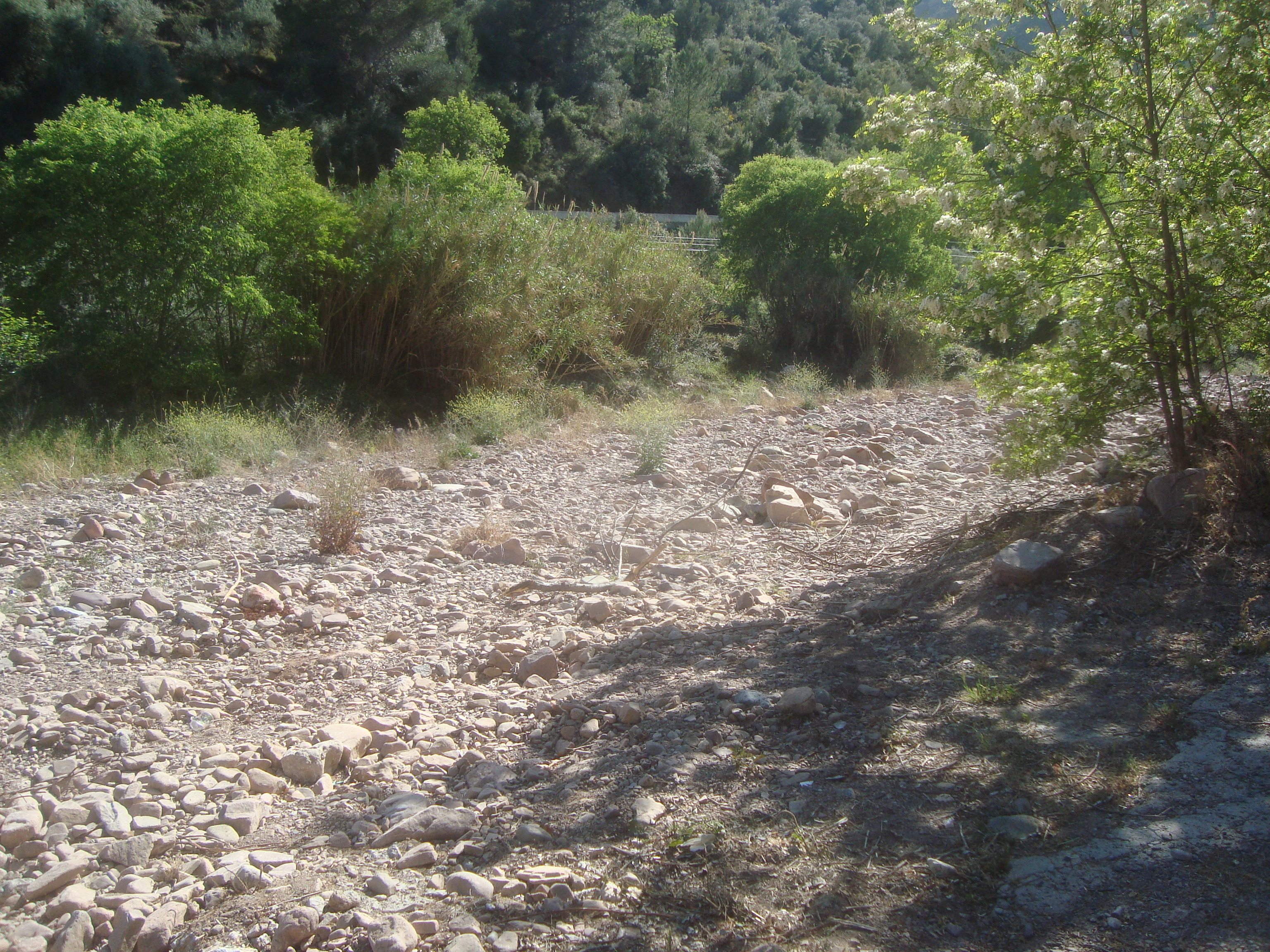
Rambla de Artana, afluente del río Sonella.

Poco después, el río recibe por su margen derecha la afluencia de la rambla de Artana y a la corriente resultante de esta unión se la denomina río Sec de Bechí posteriormente llamado río Anna en la localidad de Burriana donde desemboca en el paraje del Clot de la Mare de Déu. En este tramo sólo lleva agua en los episodios de lluvias intensas.